# Jean Bennett (Medizinerin)
Jean Bennett (* 1954) ist eine US-amerikanische Augenärztin an der University of Pennsylvania. Sie gilt als eine Pionierin der Gentherapie.

## Leben und Wirken
Bennett ist die Tochter des Physikers William R. Bennett. Sie erwarb 1976 an der Yale University einen Bachelor in Biologie, 1980 bei Daniel Mazia an der University of California, Berkeley mit der Arbeit Fusion of sea urchin eggs einen Ph.D. in Zoologie beziehungsweise Zell- und Entwicklungsbiologie und 1986 einen M.D. als Abschluss des Medizinstudiums an der Harvard Medical School. Stellen als Postdoktorandin führten sie 1980 bis 1982 zu Roger A. Pedersen an die University of California, San Francisco, 1983 zu William French Anderson an die National Institutes of Health, 1986/87 zu Leon Rosenberg an die Yale University und 1987 bis 1989 zu John D. Gearhart an die Johns Hopkins Medical School.
Seit 1992 ist Bennett an der Perelman School of Medicine der University of Pennsylvania. Hier ist sie (seit 2021 emeritiert) Professorin für Augenheilkunde und Zell- und Entwicklungsbiologie und Co-Direktorin des Center for Advanced Retinal & Ocular Therapeutics (CAROT).
Bennett und Kollegen (darunter ihr Ehemann Albert M. Maguire) gelang als Ergebnis langjähriger translationaler Forschung erstmalig eine erfolgreiche Gentherapie einer erblich bedingten Form der Blindheit (siehe Gentherapie#Lebersche Kongenitale Amaurose). Weitere Arbeiten befassen sich mit der Gentherapie der Choroideremie, einer anderen erblichen Ursache für Erblindung, mit weiteren Formen genetisch bedingter Blindheit und mit verschiedenen Ursachen der Degeneration der Aderhaut. Laut Google Scholar hat Bennett einen h-Index von 81, laut Datenbank Scopus einen von 75 (jeweils Stand Mai 2024).
Jean Bennett ist mit ihrem Kollegen Albert M. Maguire verheiratet. Das Paar hat drei Kinder.

## Auszeichnungen (Auswahl)
- 2008 Mitglied des Institute of Medicine (heute National Academy of Medicine)[5]
- 2014 Human Gene Therapy Pioneer Award[6]
- 2015 Mitglied der American Academy of Arts and Sciences[7][8]
- 2018 Prémio de Visão António Champalimaud[9]
- 2021 George M. Kober Lectureship[10]
- 2022 Mitglied der National Academy of Sciences[11]
- 2023 Harrington Prize for Innovation in Medicine[2]